# Milagres do Maranhão
Milagres do Maranhão este un oraș în unitatea federativă Maranhão (MA), Brazilia.